# Haghofer Ölmühle
Die Haghofer Ölmühle ist eine ehemalige Wassermühle und ein Wohnplatz in der Teilgemarkung Pfahlbronn der Gemeinde Alfdorf im baden-württembergischen Rems-Murr-Kreis. Als Ölmühle erbaut, diente die Anlage im Laufe ihrer Geschichte auch als Getreide- und als Sägemühle.

## Lage
Die aus vier Gebäuden bestehende Einzelsiedlung steht in deren Flusstal am rechten Ufer der Lein etwa 350 Meter flussabwärts der Hagmühle und etwa ebenso weit nordöstlich des Haghofs.

## Geschichte
Wie der Name schon erahnen lässt, war die Haghofer Ölmühle stets eng mit der Hagmühle und dem Haghof verbunden. 1833 wurde die Ölmühle von Jakob Schneider und Jakob Seiz erbaut. Jakob Seiz war der Eigentümer der Hagmühle und die Familie Seiz war seit dem 17. Jahrhundert auch im Haghof begütert. Die Ölschlägerei wurde bereits um das Jahr 1900 aufgegeben. Bis in die 1960er Jahre war die Säge- und Getreidemühle in Benutzung, der Name Ölmühle konnte sich jedoch halten. Letzter aktiver Müller war Albert Bareiß, der 1968 verstorben ist. Anschließend wurde das Wasserrad entfernt und das Anwesen sukzessive umgebaut. Der Mühlkanal ist vollständig verlandet.